# 维吉尔·格里菲斯
维吉尔•格里菲斯（Virgil Griffith，1983年3月6日—）又被称为，是美国程序员，因开发维基扫描器而闻名，也是以太坊的联合创始人。2019年，其因涉嫌在朝鲜与韩国间转移加密货币，被美国警方指控违反对朝鲜的国际制裁而被捕，2021年9月27日格里菲斯与联邦检察官达成认罪协议。

## 生平
维吉尔·格里菲斯出生于阿拉巴马州的伯明翰，成长于塔斯卡卢萨。2002年，维吉尔·格里菲斯毕业于阿拉巴马州数学与科学学院，进入阿拉巴马大学学习认知科学。大一时的维吉尔·格里菲斯在读杂志时发现一篇揭示Blackboard系统安全漏洞的文章。格里菲斯在与作者比利·霍夫曼取得联络后就研究该安全漏洞达成合作，2003年4月，两人在亚特兰大举行的安全会议上公开展示了该系统的安全漏洞。此后Blackboard方面控诉格里菲斯和霍夫曼涉嫌窃取商业机密、违反1996年《经济间谍法》、《數字千年版權法》等，并最终达成庭外和解。
2004年，格里菲斯曾一度转学到印第安纳大学后又返回阿拉巴马大学。2007年8月，他以优异的成绩从阿拉巴马大学毕业。
2007年8月，格里菲斯发布维基扫描器，该软件可以查看维基百科上未注册帐户的原始IP地址，进而得知是哪个机构组织的IP地址曾在维基百科上做出哪些编辑。维吉尔·格里菲斯表示开发该软件是为了“给我不喜欢的公司和组织制造轻微的公关灾难”。
2008年，维吉尔·格里菲斯任职于聖菲研究所。同年，格里菲斯与亚伦·斯沃茨一起开发了Tor2web代理。后于2016年，格里菲斯因获取去匿名化的用户信息并试图将这些信息出售该国际刑警组织和新加坡政府而被Tor项目除名。
2014年，维吉尔·格里菲斯在克里斯托夫·科赫教授的教导下获得加州理工学院颁发的计算和神经系统博士学位。自2016年起，维吉尔·格里菲斯任职于以太坊基金会。
2019年4月，维吉尔·格里菲斯以以太坊基金会研究员身份前往朝鲜平壤举办了有关加密货币、区块链等内容的演讲。2019年11月，维吉尔·格里菲斯在美国洛杉矶国际机场被捕，美国联邦调查局表示维吉尔·格里菲斯在平壤的演讲涉及了如何使用加密货币和区块链技术洗钱，指控其违反对朝鲜的国际制裁。